# Дидимин
Дидимин представляет собой природный перорально активный флавоноидный гликозид (изосакуранетин 7-O-рутинозид). 

## Нахождение
Дидимин широко распространен в плодах семейства рутовых, таких как апельсины, лимоны и бергамот, сухая кожура которых исторически использовалась в традиционной китайской медицине в качестве лечебных трав при воспалительной дисфункции.

## Биологическая активность
Обладает широкой фармакологической активностью, включая противораковую, антиоксидантную, антиноцицептивную, нейропротекторную, гепатопротекторную, антиангиогенную, воспалительную и сердечно-сосудистую активность. Сообщается, что дидимин будет полезен для разработки множества целевых терапевтических методов лечения диабета и осложнений, связанных с диабетом.
Может быть потенциальным природным лекарством для лечения неалкогольной жировой болезни печени.
Дидимин предотвращает DOX-индуцированное повреждение сердца и апоптоз. Ослабляет кардиотоксичность, вызванную доксорубицином, ингибируя окислительный стресс.